# Lenguas indígenas de América

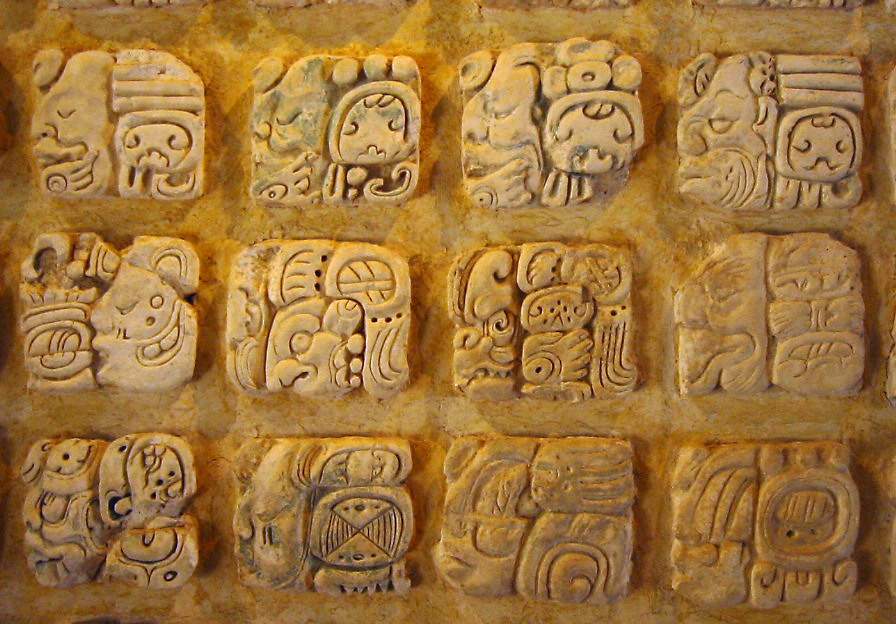
Glifos mayas en estuco
Museo de Sitio Dr. Alberto Ruz L'Huillier en Palenque, México.

Las lenguas indígenas de América son aquellas lenguas originadas y desarrolladas en el continente americano, incluyendo las islas de su zócalo continental, desde su primer poblamiento humano hasta antes de la llegada de los colonizadores europeos. Muchas de ellas se han extinguido, especialmente en los últimos siglos.
Constan de varias familias de lenguas, así como diversas lenguas aisladas y no clasificadas (ver lista de lenguas americanas). En varias oportunidades se han propuesto grupos mayores de clasificación que hoy en día no guardan consenso en la comunidad científica. Es sumamente dudoso que pueda hablarse de una sola familia denominada amerindia, de la misma manera que no existe una familia de lenguas papuana ni una familia caucásica, sino que esos términos solo hacen referencia a la geografía (véase lenguas papúes, lenguas del Cáucaso).
Así, tampoco se puede determinar que, genéticamente hablando, las lenguas de América se hayan originado de un único antecesor reconocible. Para ver una lista exhaustiva de las lenguas indígenas de América, consultar el listado de lenguas indígenas de América.

## Historia

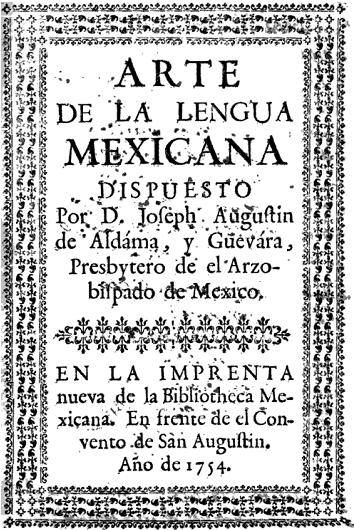
Arte de la lengua mexicana (1754).

Antes de la llegada de los europeos al Nuevo Mundo, las lenguas amerindias se hablaban desde lo que hoy es Canadá hasta la punta austral de Sudamérica por los ancestros de los actuales amerindios. Durante los últimos 500 años muchas de las etnias y lenguas nativas americanas han desaparecido, aunque aún se hablan varios centenares de ellas.
Hoy en día, cuatro lenguas indoeuropeas (español, inglés, portugués y francés) son políticamente dominantes en los países de América (siendo también las más habladas en el continente, y habladas en más países americanos), y las lenguas nativas tienen menor prestigio siendo usadas en ámbitos bastante limitados (el quechua es la lengua amerindia más hablada, y la hablada en más países).
En lo que respecta a las lenguas de los lugares que colonizaron los españoles, Giovanni Botero publicó en 1600 un libro titulado La relazioni universali, en el que afirma que con las lenguas guaraní, quechua y náhuatl se podía viajar por todo el Nuevo Mundo. Estas lenguas eran una especie de lenguas francas usadas para la intercomunicación entre las diferentes etnias y pueblos.
Se conocen anécdotas sobre las dificultades que encontraron los misioneros al querer aprender las lenguas amerindias. Se dice que los agustinos necesitaban intérpretes durante un año y que luego podían hablar en la lengua indígena. Pero se cuenta también que un fraile portugués, después de recorrer Brasil durante doce años confiesa que no sabe nada aún y declara que va a consultar un Arte para empezar con los nominativos. Hasta el ilustre Padre Vieira, al referirse a las lenguas del interior del país, dice que a veces, a pesar de que ponía el oído contra la boca del "bárbaro", no conseguía distinguir las sílabas o percibir las vocales y consonantes. Estas dificultades fonéticas fueron mencionadas muy a menudo.

La excesiva velocidad de las lenguas guajiva, chiricoa, otomaca y guaraúna es horrible; causa sudor frío y congoja el no poder prescindir el oído más lince una sílaba de otra. Es cosa cierta y averiguada que en cada una de las dichas lenguas falta una letra consonante y no se halla palabra que la requiera; verbigracia, la lengua betoya no ha menester la p; la situfa no necesita la r y así de las demás que se han reducido a Arte en las Misiones; cosa que ha dado mucho que pensar, sin poder alcanzar el misterio que en ello se encierra.
 Joseph Gumilla, SJ Orinoco ilustrado, Madrid, 1745

De estos pasajes se aprecia cuán en mantillas estaban en aquel los conocimientos fonéticos incluso de personas eruditas. Sin embargo, entre los siglos XVI y XVII, y aún en el XVIII, se publicaron decenas de gramáticas o artes, principalmente por parte de misioneros y sacerdotes que describían las lenguas indígenas de América. Muchas de estas gramáticas todavía tienen cierto interés.

## Distribución

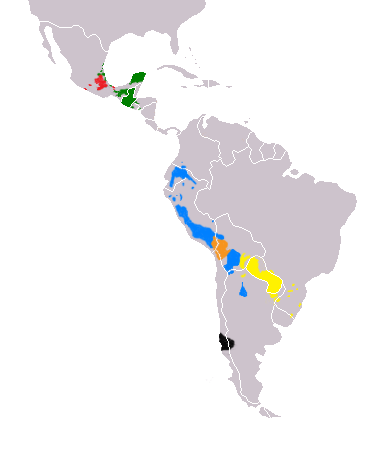
Áreas de distribución de las lenguas amerindias más habladas en América a principios del siglo XXI:
Quechua
Guaraní
Aymara
Náhuatl
Lenguas mayas
Mapudungun

Solo se puede estimar aproximadamente el número de lenguas supervivientes nativas y su número de hablantes, especialmente en Sudamérica donde están mejor documentadas que en Norteamérica, Mesoamérica o Centroamérica. Las cifras del número de lenguas son muy variables, Ethnologue lista algo más de 900 lenguas habladas actualmente; otros autores ofrecen cifras bastantes diferentes, pero casi todas las estimaciones señalan entre 400 y 1500.
Si se admite como una cifra razonablemente conservadora que puede haber unas 600 lenguas amerindias supervivientes, y unos 18 millones de hablantes de lenguas indígenas en América, habría unos 30 000 hablantes por lengua, pero la distribución real de las mismas es mucho más desigual; solo 17 lenguas amerindias tienen más de 100 000 hablantes y por sí mismas constituyen el 90 % de la población amerindia. Las restantes lenguas proveerían una media de 1400 hablantes por lengua, pero incluso tal cifra es engañosa pues, aunque el 20 % de lenguas amerindias se hablan al norte de México, esas 140 lenguas solo constituyen el 2 % de la población amerindia.
Muchas lenguas amerindias solo son habladas por un puñado de personas, normalmente gente mayor, inclinándose los jóvenes al inglés (Estados Unidos, Canadá, Belice y Guyana), al español (Hispanoamérica), al portugués (Brasil), al francés (Canadá y Guayana Francesa) o al holandés (Surinam), por lo que la extinción de varias de esas lenguas está muy cercana, al no ser adquiridas como lengua materna por las generaciones jóvenes.
A pesar del limitado número de hablantes algunas lenguas indígenas de Norteamérica son bien conocidas por los préstamos que han dado al inglés en lo que se refiere a nombres de lugares; por ejemplo Delaware, Massachusetts, Cheyenne, Alabama, Omaha, Dakota, Wichita, Mohave, etc. Otras se han hecho famosas en el mundo entero gracias al cine: comanche, siux, cheroqui, mohawk, etc. Las lenguas de Mesoamérica y Centroamérica fueron las primeras en ser estudiadas. Sudamérica es la región que más estudio necesita todavía.

## Principales lenguas indígenas
| Lengua          | Número de hablantes | Fuente      |
| --------------- | ------------------- | ----------- |
| Quechua         | 7 384 920           | [ 5 ]       |
| Guaraní         | 6 652 790           | [ 6 ]       |
| Náhuatl         | 1 815 836           | [ 7 ]       |
| Aimara          | 1 677 100           | [ 8 ] [ 9 ] |
| Quekchí         | 1 147 600           | [ 10 ]      |
| Quiché          | 1 055 407           | [ 10 ]      |
| Maya peninsular | 851 316             | [ 11 ]      |
| Mam             | 602 400             | [ 12 ]      |
| Wayú            | 600 000             | [ 13 ]      |
| Tseltal         | 589 144             | [ 11 ]      |
| Tsotsil         | 550 274             | [ 11 ]      |
| Mixteco         | 526 593             | [ 14 ]      |

De todas las lenguas indígenas americanas, las dos con mayor número de hablantes son el quechua, que en sus diferentes variedades alcanza entre los 9 y 14 millones de hablantes según la fuente que se consulte (las variedades más habladas son el quechua sureño, con 7 millones de personas aproximadamente que la hablan en Bolivia, Perú y Argentina, y el quichua norteño, con 900 mil aproximadamente en Ecuador y Colombia), y el guaraní con casi 6.5 millones de personas que lo hablan en Paraguay, Brasil, Bolivia Argentina.
Las demás lenguas importantes por el número de hablantes son el náhuatl o mexicano (1.8 millones) en México y América Central, el aimara (1.6 millones) en Argentina, Bolivia y Perú y el quekchí (1.3 millones) en Guatemala, México y Belice. Otras estimaciones que consideran juntas las diferentes variantes de las lenguas anteriores llevan a estas otras cifras:
1. Quechua - 9 a 14 millones.[15]
2. Guaraní - 7 a 12 millones.[16][17][18][19][20][21] Aunque algunos hablan de 15 a 22 millones de hablantes.[22][23][24][25]
3. Náhuatl - 2 a 3 millones.[26]
4. Aimara - 2 a 3 millones.[27][28][29][30]

### Quechua
El quechua es hablado por alrededor de diez millones de personas en el mundo, un idioma que surgió en el territorio de los actuales Ecuador y Perú. El quechua nació como un medio de comunicarse para comerciar. Los incas fueron los responsables de expandir el idioma a lo largo de la costa del Pacífico en América del Sur y, posteriormente, los europeos la llevaron a otras regiones. Una particularidad de este idioma es que solo emplea como vocales a, i, u. (Argentina, Bolivia, Chile, Perú, Ecuador y Colombia)

### Guaraní
El guaraní es hoy el idioma oficial de Paraguay, donde lo habla el 90 % de la población, aunque se habla también en otros países del cono sur. Fue en el año 1992 cuando el guaraní se convirtió en idioma oficial de Paraguay y este hito continúa siendo recordado por muchos de los pobladores de este país. Tiene dos dialectos: el paraguayo y el correntino. Se calcula que hablan el guaraní hoy más de 6 millones de personas. La ortografía del guaraní se parece al español, con muchas similitudes fonéticas. (Paraguay, Argentina, Bolivia, Brasil y Uruguay)

### Náhuatl
El náhuatl o mexicano procede de México, uno de los países más influyentes del continente. Fue el idioma de los aztecas y se cree que su origen se remonta a más de 2000 años antes de nuestra era. El significado de la palabra nawatl es "sonido claro". Era considerado en su época dorada como el idioma de la ciencia y la religión. Tras la llegada de los europeos, se expandió a otras regiones y fue utilizada como herramienta de evangelización. Los alrededor de 2 millones de mexicanos que hoy en día hablan el náhuatl lo hacen con orgullo por sus raíces y lo que representa. (México, El Salvador y Honduras) 

### Aimara
El aimara está muy extendido en Perú, Chile y Bolivia. El jesuita Ludovico Bertonio fue una de las primeras personas que dejó constancia escrita de la importancia del idioma aimara, en el año 1612, entendiendo la importancia de conocerlo para favorecer su labor evangelizadora. El idioma se caracteriza por tener cuatro personas gramaticales y más de 200 sufijos. Se calcula que hablan este idioma cerca de 2 millones de personas. (Bolivia, Perú y Chile)

### Quekchí
El quekchí es la lengua mayense más extendida, con más de 1 millón de hablantes a lo largo del sureste de México, el norte de Guatemala y el sur de Belice. En Guatemala, es el idioma indígena con mayor porcentaje de hablantes monolingües. Asimismo, el quekchí contiene considerablemente menos variación dialectal que otras lenguas de su familia, esto debido a que en la época virreinal sus hablantes tuvieron más libertad de trasladarse de un lugar a otro. (Guatemala, México y Belice)

### Wayú
El wayú o guajiro es hablado por alrededor de medio millón de personas en la península de la Guajira. Es, además, la lengua indígena más hablada tanto en Colombia como en Venezuela. Forma parte de la familia de lenguas arahuacas, por lo que está emparentada con el garífuna, el lokono y el taíno. En la Guajira colombiana se imparte educación bilingüe español-wayú. Además, existen muchas iniciativas de revitalización lingüística y producción literaria en la lengua. (Colombia y Venezuela)

### Mapudungun
El mapudungun es una lengua indígena que tiene gran influencia en Chile. También denominada "mapuche", en Argentina también es hablada, pero en mucha menor medida, aun siendo los mapuches el pueblo indígena más numeroso de Argentina. No se conoce relación con ninguna familia lingüística por lo que sus orígenes no están claros y muchos investigadores continúan hoy en día tratando de averiguar su procedencia. (Chile y Argentina)

### Navajo
El navajo es una lengua atabascana que se habla en el suroeste de Estados Unidos y es el idioma indígena más hablado del país. En la Segunda Guerra Mundial, los hablantes de la lengua se unieron al ejército y desarrollaron un código para enviar mensajes secretos. Se atribuye ampliamente a los mensajes de estos hablantes de código el haber salvado muchas vidas y ganado algunas de las batallas más decisivas de la guerra. (Estados Unidos)

### Kalaallisut
El kalaallisut o groenlandés es el idioma oficial de Groenlandia, hablado por alrededor del 95 % de sus habitantes. Es una lengua esquimo-aleutiana, por lo que está estrechamente relacionada con algunas lenguas canadienses como el inuktitut. En el año 1979 se convirtió en idioma oficial en Groenlandia, estatus entonces compartido con el danés. Sin embargo, desde 2009 es el único idioma oficial del país. Cabe destacar su impresionante tasa de alfabetización del 100 % de sus hablantes. (Groenlandia)

### Ñeꞌengatú
El ñeꞌengatú o tupí moderno es una lengua tupí-guaraní que se habla en Brasil. Este idioma surgió en el siglo XVIII como una evolución natural del antiguo tupinambá amazónico, una antigua rama dialectal de la familia tupí-guaraní, que se extendía por toda la región desde Marañón, en la costa de Brasil, y en Paraguay antes del contacto con los europeos, y que siguió siendo extensivamente usada por los colonizadores en la época colonial portuguesa. (Brasil, Colombia y Venezuela)

### Cheroqui
El cheroqui es una lengua iroquesa hablada en el sureste de Estados Unidos por el pueblo cheroqui en los estados de Oklahoma y Carolina del Norte. Utiliza un sistema único de escritura llamado silabario cheroqui. Existe una amplia documentación de la lengua, ya que se trata de la lengua autóctona del país norteamericano en la que más se ha publicado literatura. (Estados Unidos)

### Clisteno
El clisteno o cree es la principal lengua indígena por número de hablantes de Canadá. Se trata de un continuo dialectal perteneciente a las lenguas algonquinas, habladas por 96 mil personas en Canadá, desde Alberta hasta la península del Labrador. Algunas variantes usan una forma de los silabarios indígenas canadienses y otras usan el alfabeto latino. (Canadá)

## Número de hablantes
| Lengua | Número de hablantes | Fuente      |
| --- | ------------------- | ----------- |
| Quechua | 7 384 920           | [ 5 ]       |
| Guaraní | 6 652 790           | [ 6 ]       |
| Náhuatl | 1 815 836           | [ 7 ]       |
| Aimara | 1 677 100           | [ 8 ] [ 9 ] |
| Quekchí | 1 147 600           | [ 10 ]      |
| Quiché | 1 055 407           | [ 10 ]      |
| Maya peninsular | 851 316             | [ 11 ]      |
| Mam | 602 400             | [ 12 ]      |
| Wayú | 600 000             | [ 13 ]      |
| Tseltal | 589 144             | [ 11 ]      |
| Tsotsil | 550 274             | [ 11 ]      |
| Mixteco | 526 593             | [ 14 ]      |
| Zapoteco | 490 845             | [ 14 ]      |
| Cachiquel | 411 200             | [ 10 ]      |
| Otomí | 298 861             | [ 14 ]      |
| Mapuche | 258 410             | [ 5 ]       |
| Totonaco | 256 344             | [ 34 ]      |
| Chꞌol | 254 715             | [ 11 ]      |
| Mazateco | 237 212             | [ 14 ]      |
| Kanjobal | 174 420             | [ 12 ]      |
| Garífuna | 174 300             | [ 12 ]      |
| Ngäbe | 171 840             | [ 35 ]      |
| Navajo | 169 471             | [ 36 ]      |
| Huasteco | 168 729             | [ 11 ]      |
| Mazahua | 153 797             | [ 14 ]      |
| Tlapaneco | 147 432             | [ 37 ]      |
| Chinanteco | 144 394             | [ 14 ]      |
| Misquito | 143 000             | [ 12 ]      |
| Purépecha | 142 459             | [ 38 ]      |
| Mixe | 139 760             | [ 39 ]      |
| Poqomchí | 133 000             | [ 12 ]      |
| Achí | 124 000             | [ 12 ]      |
| Ixil | 115 100             | [ 12 ]      |
| Emberá | 103 600             | [ 40 ]      |
| Cree | 96 260              | [ 41 ]      |
| Rarámuri | 91 554              | [ 42 ]      |
| Qom | 90 000              | [ 43 ]      |
| Ojibwa | 89 160              | [ 12 ]      |
| Zoque | 74 018              | [ 37 ]      |
| Asháninca | 73 567              | [ 44 ]      |
| Zutuhil | 72 400              | [ 12 ]      |
| Tojolabal | 66 953              | [ 37 ]      |
| Akateko | 64 930              | [ 12 ]      |
| Chuj | 61 490              | [ 12 ]      |
| Guna | 60 600              | [ 45 ]      |
| Maya chontal | 60 563              | [ 37 ]      |
| Huichol | 60 263              | [ 37 ]      |
| Páez | 60 000              | [ 12 ]      |
| Amuzgo | 59 884              | [ 42 ]      |
| Kalaallisut | 57 000              | [ 46 ]      |
| Tepehuano | 54 558              | [ 42 ]      |
| Aguaruna | 53 400              | [ 12 ]      |
| Chatino | 52 076              | [ 42 ]      |
| Wichí | 51 000              | [ 47 ]      |
| Ticuna | 48 580              | [ 12 ]      |
| Shuar | 42 300              | [ 12 ]      |
| Mayo | 38 507              | [ 42 ]      |
| Inuktitut | 36 220              | [ 48 ]      |
| Popoluca | 36 113              | [ 42 ]      |
| Guahibo | 35 000              | [ 12 ]      |
| Cora | 33 226              | [ 42 ]      |
| Jacalteco | 33 130              | [ 12 ]      |
| Warao | 32 900              | [ 12 ]      |
| Triqui | 29 545              | [ 42 ]      |
| Pemón | 24 080              | [ 12 ]      |
| Shipibo | 22 500              | [ 12 ]      |
| Machiguenga | 21 400              | [ 12 ]      |
| Guambiano | 21 000              | [ 12 ]      |
| Ñeꞌengatú | 20 000              | [ 12 ]      |
| Yaqui | 19 376              | [ 42 ]      |
| Yupik | 18 950              | [ 36 ]      |
| Huave | 18 827              | [ 42 ]      |
| Dakota | 18 616              | [ 36 ]      |
| Cáingang | 18 500              | [ 12 ]      |
| Popoloca | 17 264              | [ 42 ]      |
| Chortí | 16 700              | [ 12 ]      |
| Yanomami | 16 200              | [ 12 ]      |
| Cuaiquer | 14 100              | [ 12 ]      |
| Piaroa | 13 770              | [ 12 ]      |
| Apache | 13 063              | [ 36 ]      |
| Cuicateco | 12 961              | [ 42 ]      |
| Keres | 12 945              | [ 36 ]      |
| Mopán | 12 610              | [ 12 ]      |
| Wapishana | 12 500              | [ 12 ]      |
| Pame | 11 924              | [ 42 ]      |
| Cheroqui | 11 610              | [ 36 ]      |
| Dené | 11 325              | [ 41 ]      |
| Cabécar | 11 100              | [ 12 ]      |
| Pocomam | 10 800              | [ 12 ]      |
| Woun meu | 10 800              | [ 12 ]      |
| Choctaw | 10 343              | [ 36 ]      |
| Nivaclé | 10 320              | [ 12 ]      |
| Wampís | 10 200              | [ 12 ]      |
| Aguacateco | 10 120              | [ 12 ]      |
| idiomas de México idiomas de Centroamérica y el Caribe idiomas de Sudamérica (excepto Brasil y el Cono Sur) idiomas de Brasil idiomas del Cono Sur idiomas de Norteamérica (excepto México) |                     |             |

## Lista de lenguas indígenas de América
Actualmente se siguen hablando más de 1000 lenguas indígenas diferentes en América. Puede consultarse una lista más o menos extensiva en el anexo: Lenguas indígenas de América. La distribución es muy irregular y generalmente el número de lenguas indígenas en América Latina es más numeroso en las regiones más inaccesibles y aisladas de la región.
En México la región con mayor número de lenguas indígenas es el sur, Oaxaca y el área maya. En Colombia la región amazónica, el sur y el oriente del país es la región con mayor diversidad aunque también existen numerosos indígenas de la familia chocó a lo largo de la costa del Pacífico. En Venezuela, Perú y Ecuador, las áreas selváticas son las que tienen mayor diversidad lingüística. Aunque las tierras altas de Ecuador y Perú también albergan poblaciones indígenas importantes en esas regiones el quechua ha desplazado a numerosas lenguas preexistentes. En Brasil la mayor parte de la población indígena se concentra en el oeste y norte, habiéndose extinguido la mayor parte de las poblaciones indígenas de la costa atlántica.

## Características

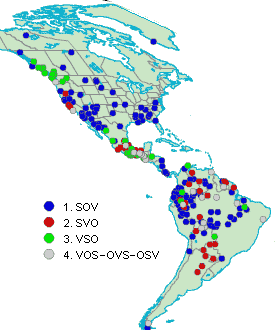
Orden sintáctico básico.

La diversidad lingüística es lo que caracteriza a las lenguas amerindias de Norteamérica, Mesoamérica, Centroamérica y Sudamérica, en todos los aspectos: fonológico, morfosintáctico y léxico-semántico. De hecho, no existen características comunes a todas ellas, lo cual refleja sus orígenes diversos. Tampoco existen características estructurales que se den solo en América y estén ausentes en el resto del mundo. Lo único que diferencia a las lenguas de América de las de otros continentes es la diferente frecuencia estadística con que se presentan algunos rasgos tipológicos, pero salvo eso no existe ninguna diferencia esencial entre las lenguas de América y Eurafrasia.
Los rasgos más frecuentes entre las lenguas americanas son también rasgos frecuentes en las lenguas del mundo. La mayoría de lenguas del mundo, y las lenguas americanas no son excepción, son lenguas que prefieren los sufijos a los prefijos (y otros tipos de afijos). No escasean entre las lenguas americanas lenguas exclusivamente sufijantes como la mayor parte de las lenguas andinas o las lenguas witoto, aunque también existen lenguas que usan muchos prefijos, además de sufijos, como las lenguas arahuacas y panoanas. También hay numerosas lenguas que tienen pocos prefijos y sufijos, como las macro-yê, caribe o tupianas y a su vez hay unas pocas que tienen muchos prefijos y más sufijos (hevero o chébero), habiendo otras, raras, que casi no tienen afijación, como las lenguas chon (tehuelche, ona).
Cada área reducida a veces tiene peculiaridades prototípicas de origen genético o surgido por contacto prolongado, pero en general la diversidad existente entre las lenguas americanas es tan grande como la diversidad en las lenguas del mundo. De hecho se han identificado un cierto número de áreas de convergencia lingüística en América.

### Características gramaticales
La complejidad morfológica de las palabras varía grandemente, pues mientras que en guaraní (familia tupí-guaraní) se componen de tres elementos de media, en piro (familia arahuaca) existen seis en promedio.
En lenguas de Sudamérica como las caribe o tupís y de Norteamérica como las utoaztecas o las salish, las raíces de las palabras son nominales o verbales y pueden convertirse en otra clase de palabras por afijos derivacionales. En quechua, en náhuatl o en mapuche muchas raíces de palabras son nominales y verbales. Otras lenguas como la yuracaré o el papago usan abundantemente la reduplicación, un proceso que no ocurre sistemáticamente en las lenguas tupí. La composición, formación de dos o más palabras para formar otras nuevas está muy extendido, aunque en ocasiones, como en las lenguas chon, puede estar casi ausente.
Las raíces verbales en las que el objeto nominal está incorporado son también frecuentes. Muchas lenguas son del tipo aglutinante (quechua, panoano, mapuche), es decir, combinan varios elementos de significado distintivo en una sola palabra sin cambiar el elemento. Otras (caribes, tupís) muestran una moderada cantidad de cambio y fusión de los elementos cuando se combinan en palabras.
El género marcado gramaticalmente en los nombres ocurre en guaicuruano y la diferenciación masculino-femenino en los verbos ocurre en arahuaco, witoto, tucano y huarpe, si bien las lenguas sin distinción de género son más comunes, como sucede en el resto del mundo.
El singular y plural de la tercera persona no se distingue obligatoriamente ni en tupí ni en caribe, pero lenguas como yagán y mapuche tienen singular, dual y plural. Una distinción muy común es la que se da entre la primera persona inclusiva (tú y yo, oyente incluido) y la primera exclusiva (él y yo, oyente excluido). Las formas pronominales se diferencian según las categorías que indican, ya sea que la persona esté presente o ausente, sentada o levantada y lo mismo ocurre en guaicuruano y movima.
Los casos en el nombre se expresan generalmente por sufijos o posposiciones, siendo el uso de preposiciones más (especialmente en Sudamérica). La posesión se indica predominantemente por prefijos o sufijos y los sistemas en los que las formas posesivas son las mismas en el sujeto de los verbos intransitivos y en el objeto de los transitivos son muy corrientes. Los afijos clasificatorios que categorizan los nombres según la figura del objeto se dan en chibchano, tucanoano y waicano.

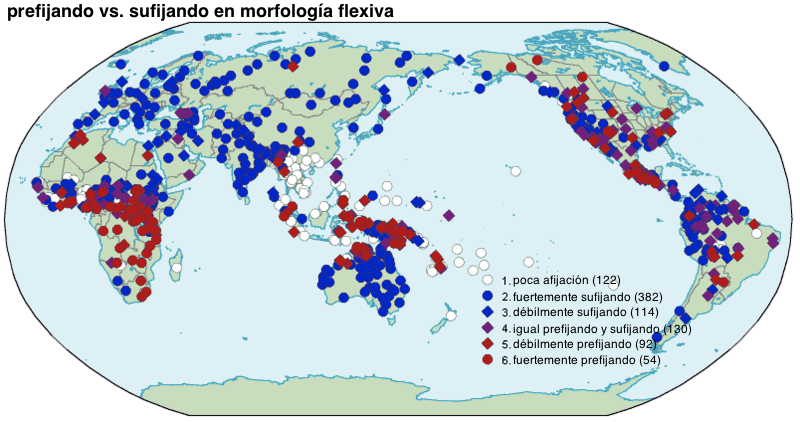
Sufijación y prefijación en las lenguas del mundo.

Muy frecuentemente las formas verbales marcan el sujeto, el objeto y la negación, todo en una única palabra. Las categorías de tiempo y aspecto parecen estar representadas generalmente en las lenguas sudamericanas, si bien las categorías expresadas varían mucho de una lengua a otra. Por ejemplo, la aguaruna (jivaroano) tiene una forma futura y tres pasadas diferenciadas por distinción relativa, mientras que en guaraní la diferencia es básicamente entre futuro y no-futuro.
Otras lenguas como la jébero expresan categorías modales. Son muy comunes los afijos que indican movimiento, principalmente hacia y fuera del hablante, y localización (como en las lenguas quechuas, aimaras, záparo e itonama) y en algunas familias como la arawak o la panoana, hay muchos sufijos en el verbo con significado adverbial concreto.
Los afijos clasificatorios que indican la manera en la que se realiza la acción ocurren en jébero y ticuna. Las acciones hechas individual o colectivamente se diferencian paradigmáticamente en caribe, mientras que en yámana y jívaro las raíces verbales se usan de acuerdo a si el sujeto o el objeto es singular o plural. Hay varias lenguas (guaicuruano, mataco y cocama) en las que algunas palabras tienen formas diferentes según el sexo del hablante.
Las frases en las que el predicado es un nombre declinado como un verbo con el significado de 'ser' o 'tener' el objeto designado mediante el nombre ocurren en bororo y witoto, como 'yo-cuchillo', es decir, 'yo tengo un cuchillo'. Las frases en las que el sujeto es el objeto de la acción son frecuentes pero las frases verdaderamente pasivas en las que se expresan el recipiente de la acción y el agente de la misma son raras, aunque ocurren en witoto. Las frases subordinadas se introducen raramente por conjunciones, expresándose normalmente por elementos pospuestos o formas especiales de los verbos, tales como gerundios, participios o conjugaciones subordinadas.
Finalmente, en cuanto a la ergatividad, ésta está ampliamente extendida en las siguientes familias de lenguas: mixe-zoque, en mayenses; en Sudamérica, las lenguas yê, las arawak, las tupí-guaraní, las pano-tacanas, las chibchas y las caribes. Y en Estados Unidos y Canadá el chinook y el tsimishian.

### Características fonológicas

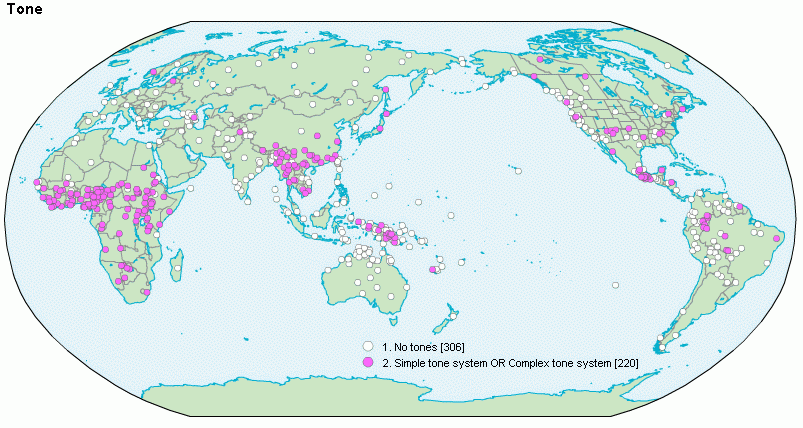
Distribución de las lenguas tonales (en rojo) en América y el resto del mundo.

Al igual que ocurre con la gramática, no hay características fonológicas comunes a todas las lenguas americanas. El número de sonidos puede variar desde 42 en jaqaru (aimara) hasta 17 en campa (arahuaco). La jaqaru tiene 36 consonantes mientras que la makushí (caribe) tiene solo 11.
Algunas lenguas quechuas tienen solo 3 vocales mientras que la apinayé (ye) tiene 10 vocales orales y 7 nasales. Una variedad de tucano (tucanoano) muestra tres puntos de articulación mientras que la chipaya tiene nueve.
Las oclusivas sordas (p, t, k) ocurren por doquier pero las sonoras (b, d, g) pueden estar ausentes y las fricativas (f, v, s, z, h) pueden ser pocas en número. Las oclusivas glotalizadas sordas son corrientes (quechua, aimara, chibcha, lenguas de California) pero no las oclusivas glotalizadas sonoras.
Menos frecuentes son las aspiradas (quechua y aimara) y palatalizadas (puinave); los sonidos nasales glotalizados (movima) y las laterales sordas (vilela) son raras. Hay una distinción entre sonidos velares y postvelares en quechua, aimara y chon, entre velar y labiovelar en tacana y siona; las consonantes retroflexas palatales suceden en pano-tacana y chipaya. También existen entre las lenguas americanas lenguas tonales que se concentran sobre todo en Mesoamérica y la Amazonia.
Los sistemas que poseen vocales nasales son los corrientes (macro-yê, sabelano), pero en varias lenguas (tupiano, waicano) la nasalización es una característica de las palabras completas no de vocales o consonantes. Hay una aparente ausencia de vocales anteriores redondeadas ([y], [ø]) pero las vocales no redondeadas posteriores y las centrales altas son corrientes. Varios sistemas tienen vocales largas como el chipaya y algunas lenguas caribe, ocurriendo las vocales glotalizadas, como por ejemplo en ticuna y chon. Son muy comunes los sistemas con énfasis tonal en sílabas enfatizadas, como en panoano, witotoano y chibchano. Sistemas con tres tonos (acaricuara), cuatro (mundurucú, nukak) y cinco (ticuna) son más bien raros.

### Léxico

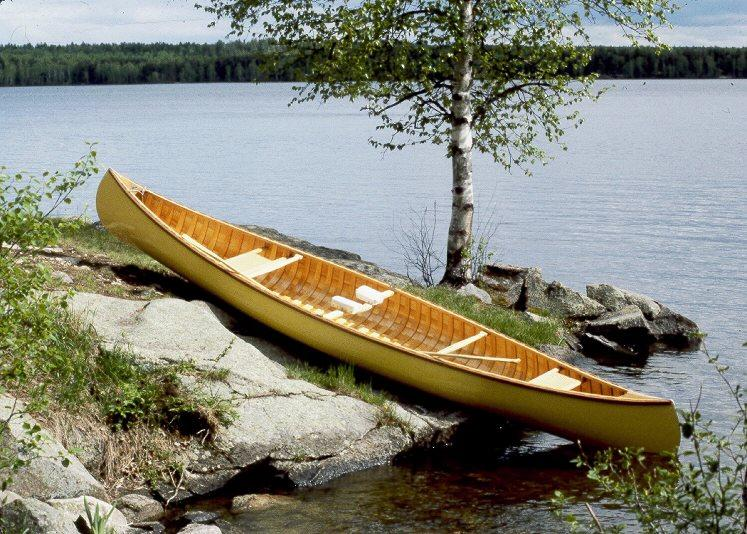
La palabra "canoa" es el primer americanismo incorporado al idioma español.

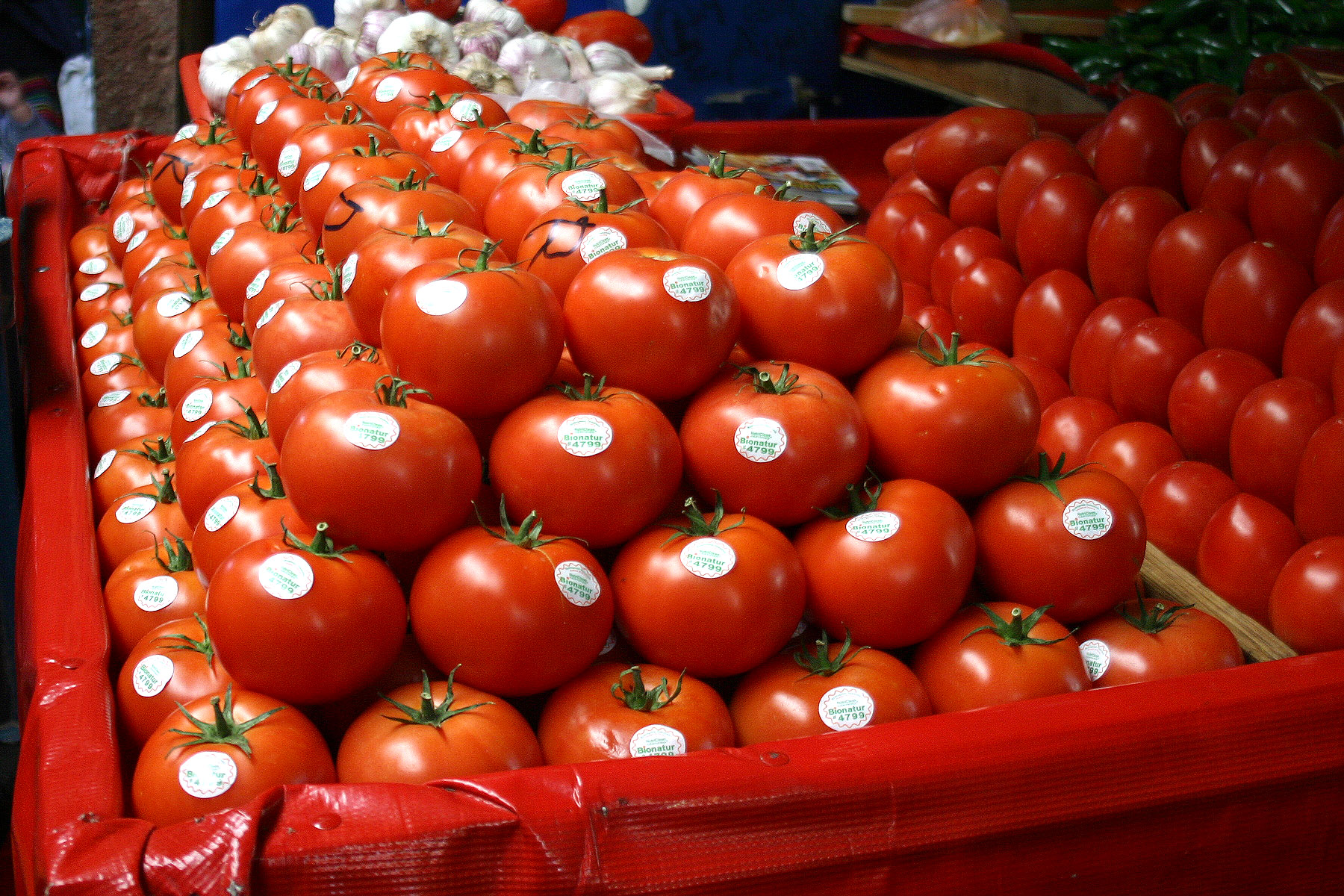
El jitomate, también llamado tomate, es uno de los muchos productos hortícolas de América cuyos nombres fueron tomados por las lenguas europeas.

Las lenguas amerindias de Sudamérica varían mucho en cuanto al número de préstamos recibidos del español y del portugués. Los préstamos masivos han sucedido en regiones donde las lenguas han tenido un contacto intenso y continuo con el español o el portugués, especialmente donde los grupos son económicamente dependientes y hay un alto número de personas bilingües, como en quechua, o donde no hay diferencias culturales correspondientes a diferencias lingüísticas, como en el guaraní paraguayo.
Los préstamos no se han limitado a objetos de origen europeo sino a todas las esferas del vocabulario, habiendo desplazado a los nombres nativos en muchos casos. Tampoco se han limitado a cuestiones léxicas sino que incluyen elementos funcionales como preposiciones, conjunciones y sufijos derivativos.
Los sistemas de sonidos se han visto también afectados pero en algunas situaciones en las que los nativos han mostrado una actitud antagonista hacia los europeos el purismo ha retenido las palabras originales y los préstamos han sido pocos, como es el caso del mapuche. Cuando el contacto ha sido frecuente pero superficial los préstamos han sido escasos si bien el significado de las palabras nativas se ha modificado o nuevos términos descriptivos se han acuñado para designar nuevos tratos culturales, como ocurre en tehuelche.
Muchas lenguas indígenas en los Andes y en las montañas orientales tienen préstamos del quechua, ya sea directamente o a través del español. Las lenguas arawak de muchas islas del Caribe tiene préstamos del caribe que han formado una parte especial del vocabulario, usado solo por los hombres. Esas palabras fueron adoptadas tras ser derrotados los hablantes taínos de la isla por los caribes. Entre el quechua y el aimara hay abundantes préstamos pero es difícil determinar la dirección de los mismos.
Por otro lado, algunas lenguas indígenas han sido origen de préstamos a las lenguas europeas. Por ejemplo, el taíno (familia arawak) prestó al español las palabras 'canoa', 'cacique', 'maíz' y 'tabaco', entre muchas otras. Ninguna otra lengua de las nativas sudamericanas ha contribuido de forma tan extendida y con palabras tan corrientes, aunque el quechua ha dado vocablos especializados como 'cóndor', 'pampa' y 'vicuña'. El número de préstamos arahuacanos más numerosos se ha dado en las Antillas, una región donde el neerlandés, francés, inglés, portugués y español han estado presentes por largo tiempo.
Las lenguas caribe, el otro grupo importante de la región, no parecen haber fraguado muchas palabras, aunque 'caníbal' es una forma semántica y fonéticamente modificada del autónimo de los caribes. La influencia de algunas lenguas en variedades regionales del español y del portugués ha sido considerable. Por ejemplo, el tupí-guaraní es responsable de muchas palabras indígenas en portugués brasileño, el guaraní en el español de Paraguay ('ñandú', 'ananá', 'tapioca', 'jaguar', 'mandioca', 'tucán', 'tapir') y nordeste de Argentina y el quechua en el español que se habla desde Colombia a Chile y Argentina. Igualmente el quechua es origen de muchos topónimos en Sudamérica.
Los nombres propios, con los que diferentes creencias están relacionados, muestran una diversidad de fenómenos, entre ellos el de nombrar al padre como al hijo (teknonimia) en algunos grupos arahuacanos. O el repetido cambio de nombre según la etapa de desarrollo, como pasa en guayakí, o la palabra tabú que prohíbe incluso la pronunciación del nombre propio o de la persona fallecida o ambos, como pasa en los grupos más meridionales (alacaluf, yámana, chon) y en la región del Chaco (toba, terena) y el uso de nombres totémicos para los grupos como en las etnias panoanas.

### Sistemas de escritura

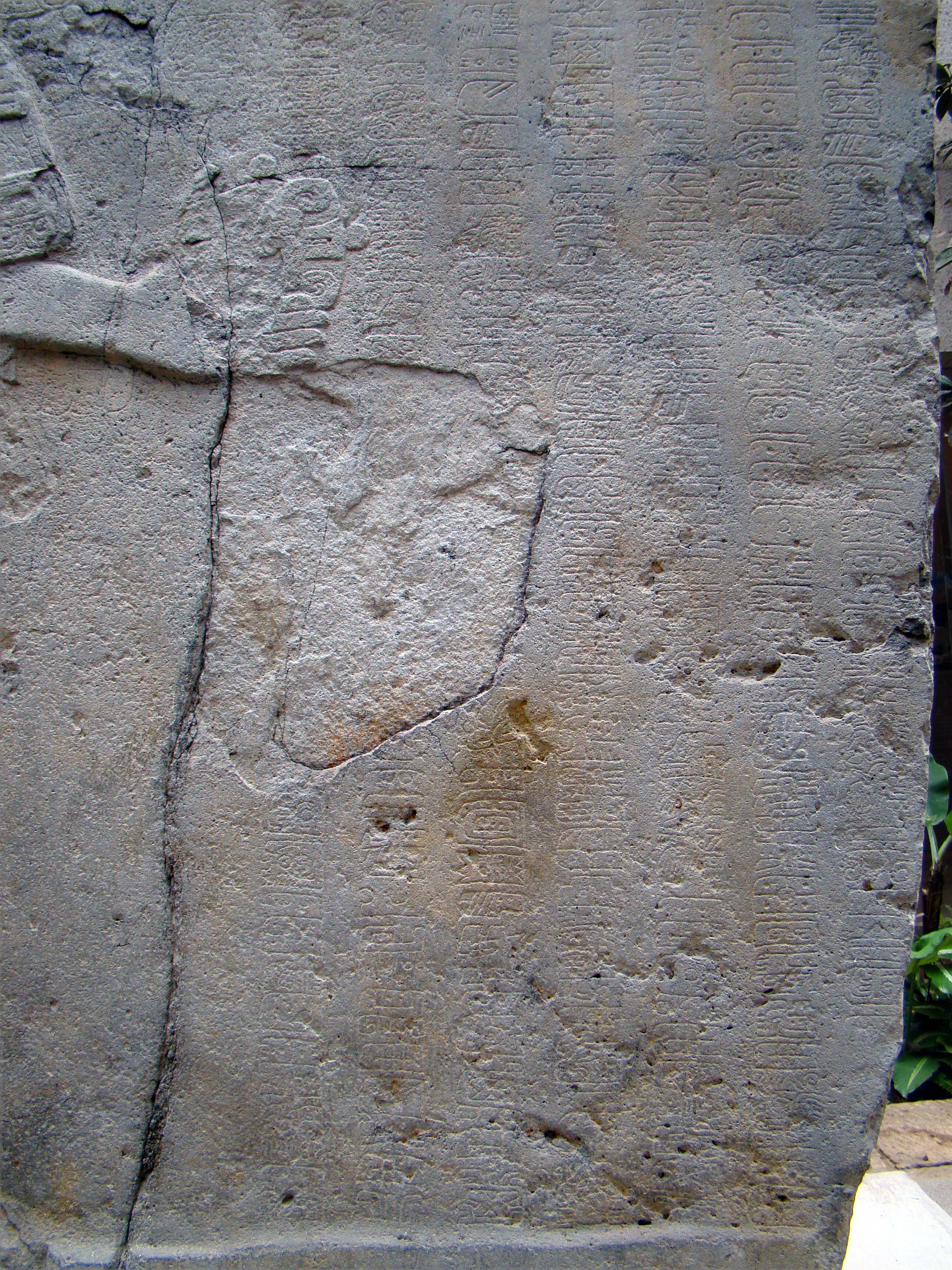
Inscripción de La Morraja, ejemplo de escritura epiolmeca.

Muy pocos pueblos americanos inventaron escrituras para sus lenguas antes del siglo XVI. En Mesoamérica, los mayas usaban ya un sistema de escritura desarrollado y completo cuando los españoles llegaron allí (véase escritura maya). Este sistema era similar al usado anteriormente por los olmecas que figuran como precursores de la escritura en América. El idioma epiolmeca de las primeras inscripciones americanas se ha identificado como una lengua mixe-zoque.
La escritura zapoteca, usada para el zapoteco epigráfico, está testimoniada un poco después que la escritura olmeca. En Sudamérica, por otra parte, no existió de un sistema de escritura propiamente dicho antes de la llegada de los españoles, los quipus ayudaban a llevar ciertos registros en los Andes centrales pero no permiten registrar textos lingüísticos o crónicas detalladas.
Tras la llegada de los españoles, muchas lenguas comenzaron a ser escritas. Tal vez el sistema más famoso, en ese sentido, es el creado por el cheroqui Sequoyah para su lengua nativa. Se trata de un silabario en el que cada símbolo representa una secuencia consonante-vocal. Otros sistemas de escritura, son el silabario cree y el silabario inuktitut. No obstante, escrituras alfabéticas también se han usado, adaptadas del alfabeto latino con añadiduras de signos diacríticos y letras adicionales. Tras la influencia europea se crearon sistemas de escritura completa en Sudamérica: uno de los guna en Panamá y otro en Bolivia y Perú. Hay ayudas mnemónicas, mezcla de ideogramas y pictogramas, para recitar textos religiosos en quechua y rituales médicos en guna, estando en uso todavía este último.
A pesar de todo, en Norteamérica y Sudamérica, la política educativa no ha estimulado, en términos generales, la alfabetización en las lenguas indígenas, solo a finales del siglo XX la actitud se ha vuelto más favorable hacia estas lenguas. Una rica literatura oral de los mitos indígenas americanos, cuentos y canciones se ha publicado en parte gracias al esfuerzo de lingüistas y antropólogos, existiendo ahora una conciencia creciente de instruir a los nativos para que transcriban sus propias tradiciones, como es el caso de los navajos.
Se han hecho esfuerzos para introducir la alfabetización en las lenguas nativas, habiendo algunas ortografías ya desde el siglo XVII (guaraní, quechua, náhuatl) y para otras los lingüistas han diseñado sistemas de escritura y preparado cartillas en los últimos años. Los misioneros españoles documentaron y aprendieron a hablar un número considerable de idiomas indígenas. También desde muy temprano, en pleno siglo XVI, escribieron métodos para aprenderlas (frecuentemente llamados arte(s) de la lengua).

## Clasificación filogenética
Las lenguas indígenas de América presentan gran diversidad lingüística, el número de unidades filogenéticas o familias de lenguas es más de 80, además de un número muy considerable de lenguas aisladas. La mayoría de clasificaciones modernas han tratado de probar o sugerir relaciones de largo alcance que proponen un número substancialmente menor de familias de lenguas, y que en último término podría explicar como fue la diversificación de los pueblos indígenas americanos.
Sin embargo, muchas de las clasificaciones que incluyen un número reducido de familias han sido ampliamente criticadas, ya que frecuentemente no pueden considerarse concluyentes ya que se basan en un elevado grado de especulación. A continuación se presenta una clasificación de las unidades filogenéticas bien establecidas, dejando solo para el final del artículo las propuestas más hipotéticas y controvertidas.

### Groenlandia, Canadá y los Estados Unidos

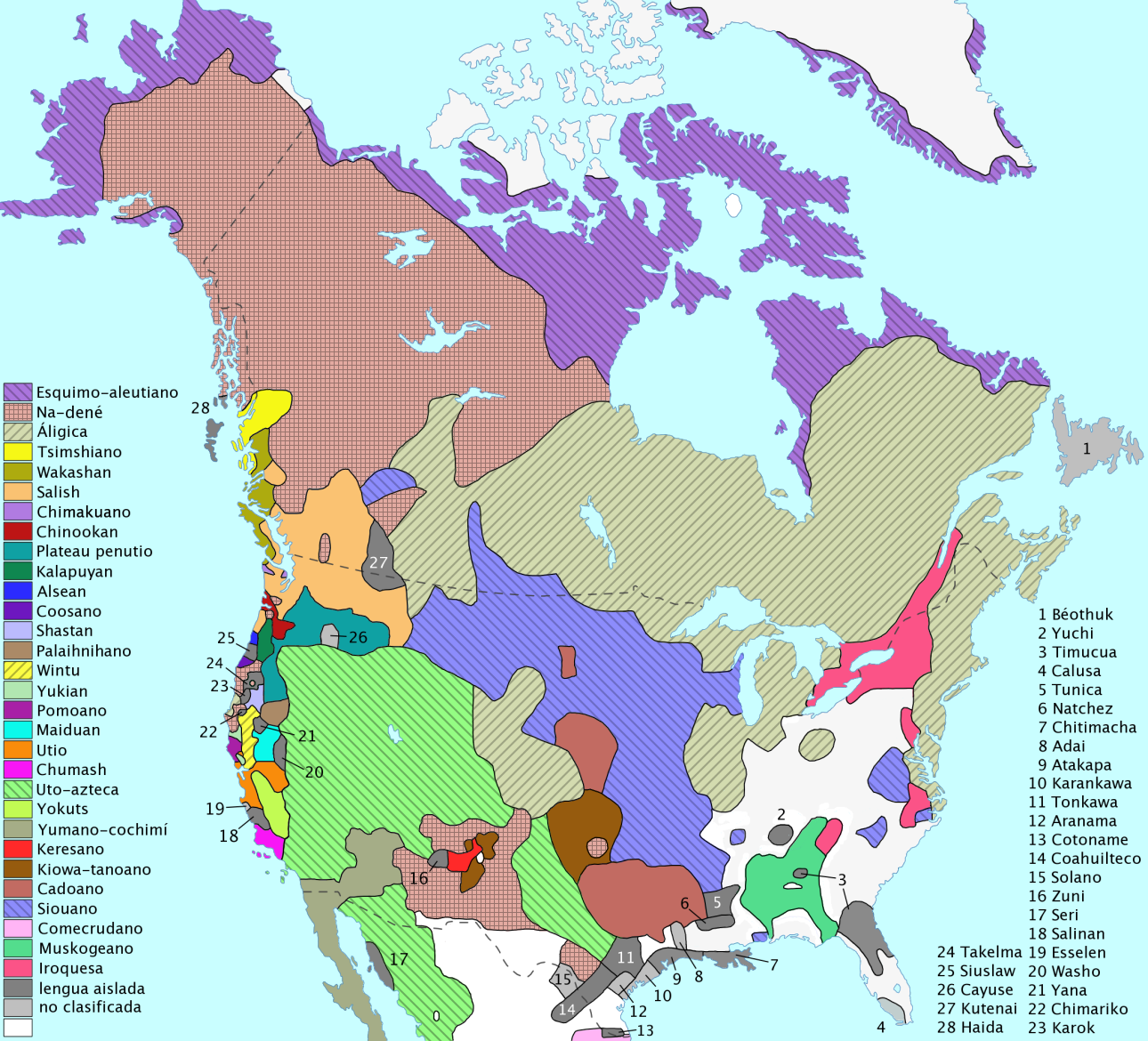
América del Norte.

Entre las familias de lenguas bien establecidas de Groenlandia, Canadá y Estados Unidos se cuentan las siguientes, el signo † se refiere a familias actualmente extintas:
1. Lenguas álgicas (30)
2. Lenguas alseas (2, †)
3. Lenguas caddoanas (5)
4. Lenguas chimaku (2)
5. Lenguas chinook (3)
6. Lenguas chumash (6, †)
7. Lenguas comecrudas (3, †)
8. Lenguas esquimo-aleutianas (7)
9. Lenguas iroquesas (11)
10. Lenguas kalapuya (3, †)
11. Lenguas keres (7)
12. Lenguas kiowa-tanoanas (7)
13. Lenguas kusanas (2, †)
14. Lenguas maidu (4)
15. Lenguas muskogi (6)
16. Lenguas na-dené (40)
17. Lenguas palaihnihanas (2)
18. Lenguas pomoanas (7)
19. Lenguas salish (23)
20. Lenguas shasta (4, †)
21. Lenguas sioux (16)
22. Lenguas tsimshiánicas (2)
23. Lenguas uti (12)
24. Lenguas yutoaztecas (31)
25. Lenguas wakash (6)
26. Lenguas wintu (4)
27. Lenguas yokuts (3)
28. Lenguas yuki-wappo (2, †)
29. Lenguas yumano-cochimíes (11)

Recientemente se han aportado pruebas de relaciones entre los grupos anteriores así Callaghan (1997) propone la familia yokutiana y Langdon (1974) da pruebas en favor del pomo-yumano-cochimí.

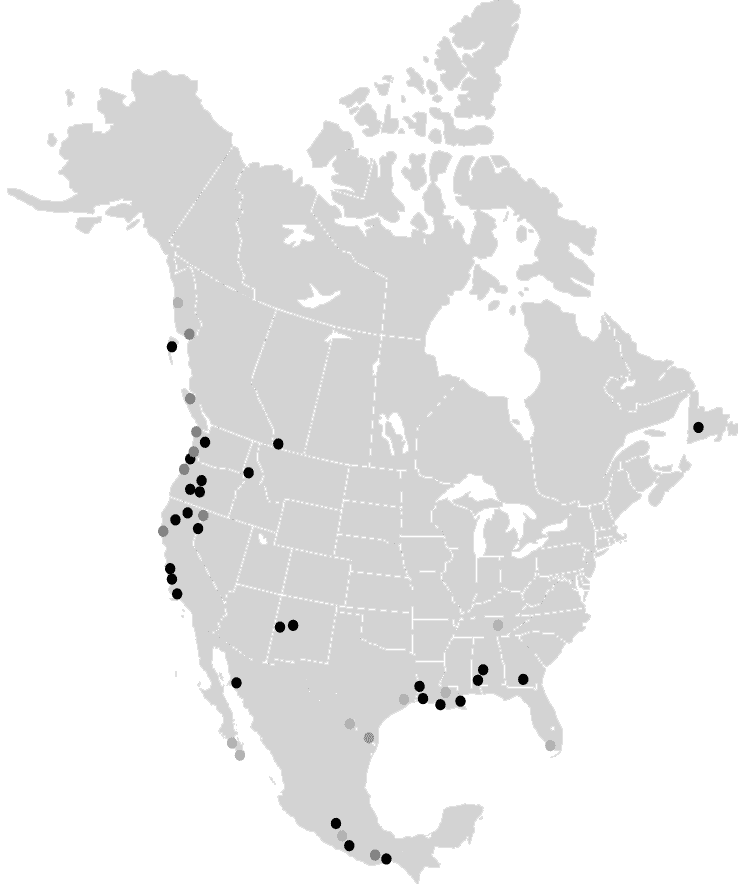
Lenguas aisladas (negro), casi-aisladas (gris oscuro) y de clasificación dudosa (gris claro) de Canadá, USA y México.

Entre las lenguas aisladas o no clasificadas están:
1. Adai [NC, †]
2. Atákapa [A ,†]
3. Beothuk [A, †]
4. Cayuse [A, †]
5. Chimariko
6. Chitimacha [A, †]
7. Coahuilteco [NC, †]
8. Cotoname [NC, †]
9. Esselen [A, †]
10. Haida [A]
11. Karankawa [NC, †]
12. Karok (Karuk) [A]
13. Kootenai [A]
14. Natchez [A, †]
15. Salinero [A, †]
16. Siuslaw [A, †]
17. Solano [NC, †]
18. Takelma [A, †]
19. Timucua [A, †]
20. Tonkawa [NC, †]
21. Tunica [NC, †]
22. Washo [A]
23. Yana [A, †]
24. Yuchi [A, †]
25. Zuñi (Shiwi) [A]

### México y América Central
Las familias de lenguas que se consideran bien establecidas en México y América Central son:
1. Lenguas álgicas (29)
2. Lenguas arawak (64)
3. Lenguas comecrudas (3, †)
4. Lenguas lenmichíes (29)
5. Lenguas mayenses (31)
6. Lenguas misumalpas (5)
7. Lenguas mixezoqueanas (19)
8. Lenguas na-dené (40)
9. Lenguas otomangues (27)
10. Lenguas tequistlateco-jicaques (5)
11. Lenguas totonaco-tepehuas (2)
12. Lenguas yutoaztecas (31)
13. Lenguas xincas (4)
14. Lenguas yumano-cochimíes (11)

Entre las lenguas aisladas o no clasificadas de esta región están:
1. Alagüilac [NC, †]
2. Chontal [NC, †]
3. Coahuilteco [NC, †]
4. Cotoname [NC, †]
5. Cuitlateco [A, †]
6. Guaicura [A, †]
7. Huave [A]
8. Maratino [NC, †] (NE de México)
9. Naolano [NC, †] (Tamaulipas)
10. Pericú [A, †]
11. Quinigua [NC, †]
12. Seri [A]
13. Solano [NC, †] (NE México, Texas)
14. Purépecha [A]

### América del Sur

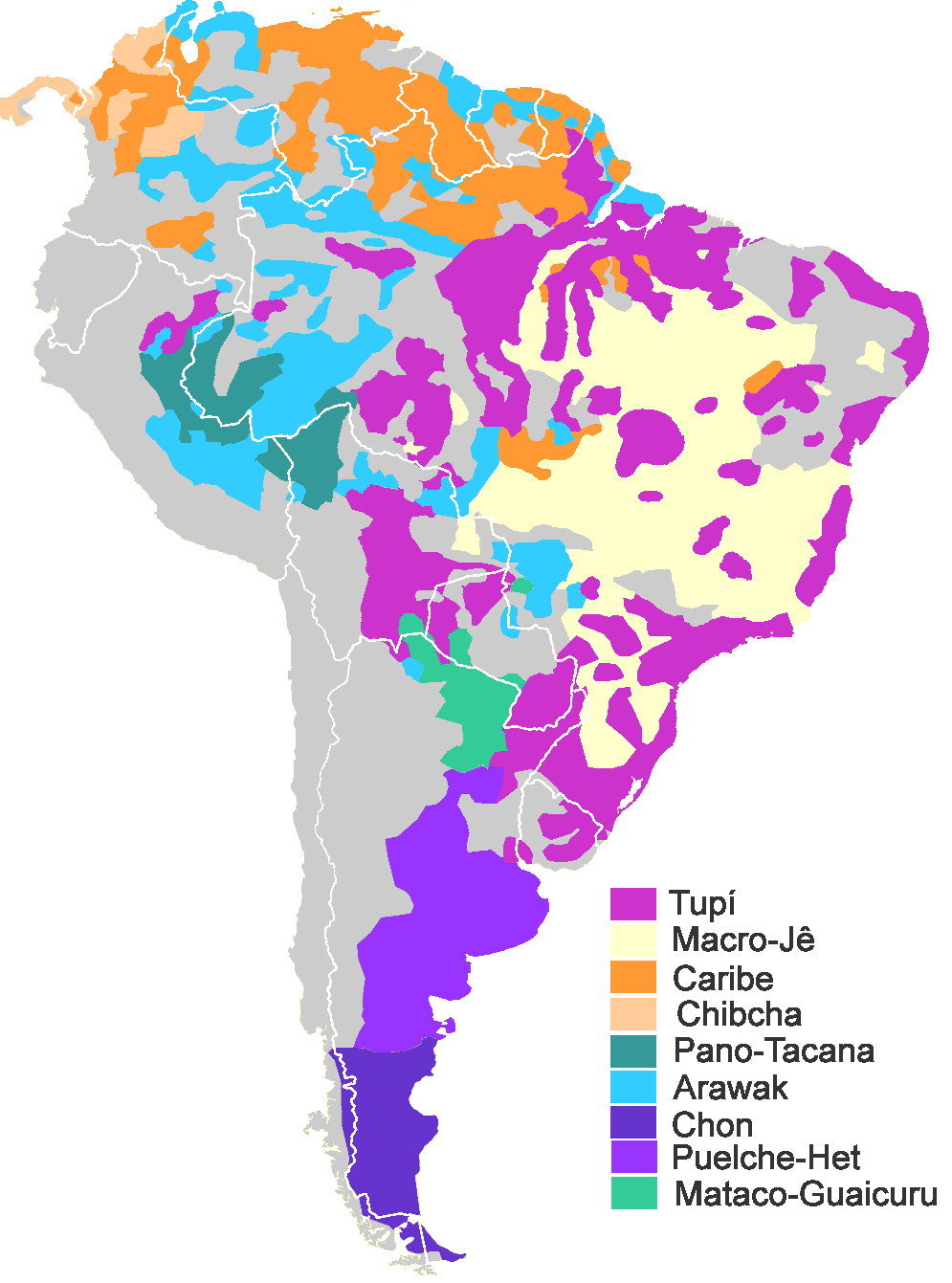
Las principales familias de América del Sur (exceptuando el quechua, aimara y mapudungun).

Algunas de las principales fuentes de clasificación de lenguas de América del sur son: Adelaar (2004), Campbell (1997), Gordon (2005), Kaufman (1990, 1994), Key (1979), Loukotka (1968). En número de lenguas existen siete grandes familias lingüísticas de amplia distribución el Sudamérica: la familia macro-tupí, la familia arawak, la macrofamilia macro-ye, la familia caribe, la familia pano-tacana, la familia chibcha y la familia tucana.
Por número de hablantes son importantes familias o macrolenguas formadas por un número reducido de lenguas que alcanzaron gran difusión: quechua, aimara y mapuche. Una lista completa de las familias lingüísticas correctamente identificadas en Sudamérica es la siguiente, entre paréntesis se coloca el número aproximado de lenguas, las lenguas extintas o casi-extintas se marcan con el signo (†):
1. Lenguas aimaras (3)
2. Lenguas arauanas (8)
3. Lenguas arawak (64)
4. Lenguas arutani-sapé (2)
5. Lenguas barbacoanas (11)
6. Lenguas bora-witoto (6)
7. Lenguas cahuapananas (2)
8. Lenguas caribe (32)
9. lenguas cañar-puruhá (2, †)
10. Lenguas chapacura-wanham (5)
11. Lenguas charrúas (10)
12. Lenguas chocó (12)
13. Lenguas chon (2)
14. Lenguas guahibanas (5)
15. Lenguas harakmbet (2)
16. Lenguas hibito-cholón (2)
17. Lenguas jivaroanas (4)
18. Lenguas jirajaranas (7, †)
19. Lenguas lenmichíes (29)
20. Lenguas lule-vilela (2)
21. Lenguas macro-ye (32)
22. Lenguas makú (6)
23. Lenguas mascoyanas (5)
24. Lenguas mataco-guaicurú (11)
25. Lenguas mura-pirahã (4)
26. Lenguas nambicuaranas (3)
27. Lenguas pano-tacanas (33)
28. Lenguas peba-yagua (2)
29. Lenguas quechuas (46)
30. Lenguas salibanas (3)
31. Lenguas tallán-sechura (3, †)
32. Lenguas timote-cuica (2, †)
33. Lenguas tinigua-pamigua (3)
34. Lenguas tucanas (25)
35. Lenguas tupí-guaraní (76)
36. Lenguas uru-chipaya (2)
37. Lenguas yanomami (4)
38. Lenguas zamucoanas (2)
39. Lenguas záparo (7)

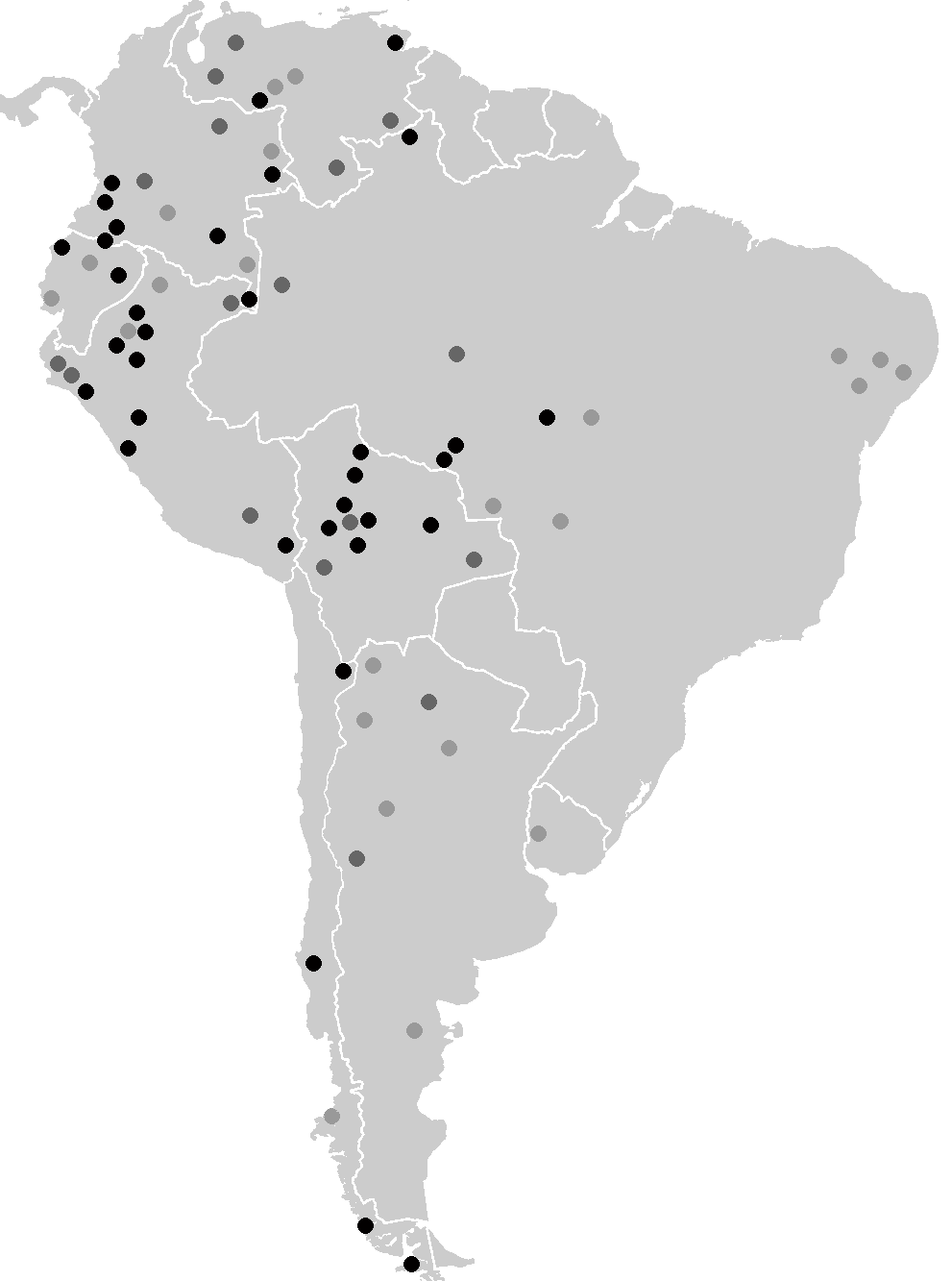
Lenguas aisladas (negro), casi-aisladas (gris oscuro) y de clasificación dudosa (gris claro) de América del Sur.

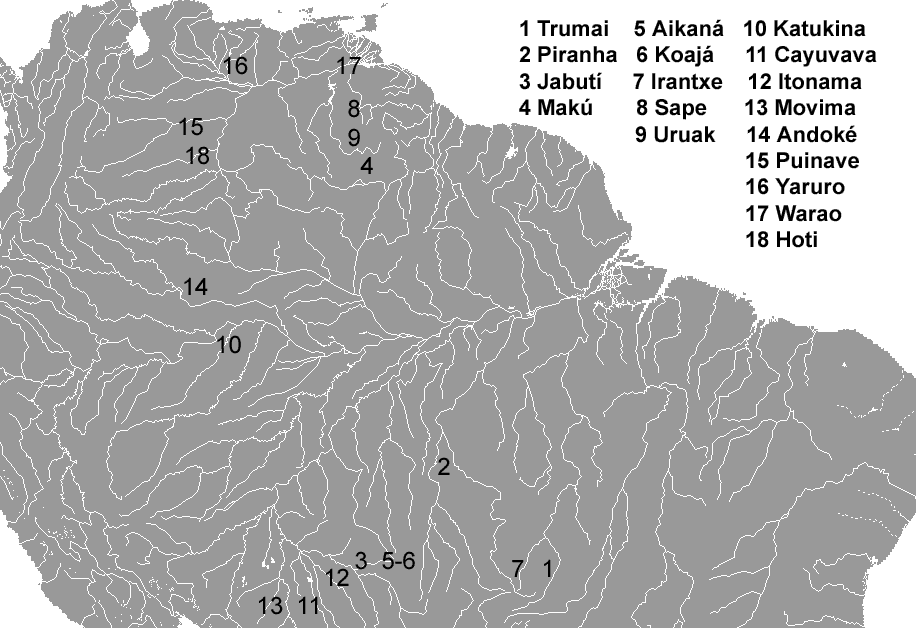
Lenguas aisladas de Brasil, Bolivia, Colombia y Venezuela.

Entre las lenguas aisladas o no-clasificadas de América del Sur estarían:
1. Aguano [NC, †]
2. Aikaná [A]
3. Andaquí [NC, †]
4. Alacalufe (Qawasqar) [A]
5. Andoque (Andoke) [A]
6. Arára [†]
7. Baena [NC, †]
8. Bagua [NC, †]
9. Betoi[53] [A, †]
10. Bolona [NC, †]
11. Candoshi [A]
12. Canichana (Canesi, Kanichana) [A, †]
13. Camsá (Sibundoy, Coche, Kamsá) [A, †]
14. Carabayo (Yurí, Aroje, Macusa) [NC, †]
15. Cayubaba o Cayuvava [A]
16. Chacha [NC, †]
17. Cofán[54] [A]
18. Colima [NC, †]
19. Comechingón [NC, †]
20. Copallén [NC, †]
21. Cueva (Panamá) [NC, †]
22. Culle [NC, †]
23. Esmeralda (Takame) [A, †]
24. Gamela [NC, †]
25. Gorgotoqui [NC, †]
26. Guamo (Wamo) [A, †]
27. Hoti Makú? [NC/Makú?, †]
28. Huancavilca [NC, †]
29. Huaorani (Waorani, Auca, Sabela) [A]
30. Huarpe [A, †]
31. Humahuaca [NC, †]
32. Irantxe [NC]
33. Itonama (Saramo, Machoto) [A, †]
34. Kambiwá [NC, †]
35. Katembrí (Kiriri, Kariri) [NC, †]
36. Kapixaná (Kanoé, Kapishaná) [A]
37. Karahawyana (Brasil: Amazonas) [NC, †]
38. Koayá (Kwazá) [A]
39. Korubo [NC]
40. Kukurá [NC, †]
41. Kunza (Atacama, Atacameño, Lipe) [A, †]
42. Leco (Lapalapa, Leko) [A, †]
43. Maku [NC]
44. Malibú [NC, †]
45. Mapudungun [A]
46. Matanawí (?) [NC, †]
47. Mocaná [NC, †]
48. Movima [A]
49. Muniche (Muniche) [A, †]
50. Muzo (Colombia [NC, †]
51. Natú [NC,†]
52. Omurano (Mayna, Mumurana) [A, †]
53. Oti (Chavante) [NC, †]
54. Otomaco (Taparita) [NC, †]
55. Páez (Nasa Yuwe) [A]
56. Palta [NC, †]
57. Panche [NC, †]
58. Pankararú [NC, †]
59. Panzaleo (Latacunga, Quito, Pansaleo) [NC, †]
60. Pijao (Natagaima, Coyaima) [NC, †]
61. Puelche (Guenaken, Gennaken) [A, †]
62. Pumé (Yaruro, Yuapín) [A]
63. Puquina [A, †]
64. Quingnam [A, †]
65. Sacata [NC, †]
66. Sanavirón [NC, †]
67. Tabancale [NC, †]
68. Tarairiú [NC, †]
69. Taruma [NC, †]
70. Taushiro (Pinchi, Pinche) [A]
71. Tekiraka (Avishiri) [A]
72. Ticuna (Magta, Tikuna, Tukna, Tukuna) [A]
73. Tremembé (Teremembé) [NC, †]
74. Trumaí [A]
75. Tuxá [NC, †]
76. Uamué [NC, †]
77. Umbrá (Colombia: Caldas, Risaralda) [NC, †]
78. Urarina (Shimacu, Itukale) [A]
79. Warao (Guarao, Warraw, Guarauno) [A]
80. Yámana (Yahgán, Tequenica, Háusi Kúta) [A]
81. Yarí [NC]
82. Yuracaré (Yura) [A]
83. Yurí [NC]
84. Yurumanguí (Yirimangi) [NC, †]

### Hipótesis amerindia
La hipótesis amerindia, postulada inicialmente por Joseph Greenberg, sugiere que todas las lenguas indígenas americanas pueden en último término agruparse en tres unidades filogenéticas o macrofamilias, que de norte a sur serían:
- Lenguas esquimo-aleutianas, que según Greenberg estarían emparentadas con las lenguas euroasiáticas.
- Lenguas na-dené, que en último término estarían emparentadas con las Lenguas dené-caucásicas.
- Lenguas amerindias, que englobaría al resto de lenguas americanas, constituyendo por tanto la familia lingüística formada por un mayor número de lenguas sobrevivientes.

Los métodos por los cuales Greenberg y Ruhlen apoyan dicha hipótesis han sido ampliamente criticados por otros lingüistas partidarios de una aplicación más rigurosa de los métodos de la lingüística histórica. De hecho muchos lingüistas sugieren que aunque en último término las unidades filogenéticas anteriores fueran correctas, el tiempo de separación de unas lenguas de las otras serían tan grande que no resulta posible reconocer adecuadamente los parentescos y por tanto no serían estrictamente demostrable por los medios comunes de la lingüística histórica. Por esa razón muchos lingüistas consideran que la hipótesis amerindia y el resto de emparejamientos lingüísticos de las lenguas americanas con lenguas de Eurasia son totalmente espurios.
Algunas otras afiliaciones o macrofamilias propuestas sobre las que existen menos pruebas de parentesco y son poco aceptadas por algunos lingüistas están:
- Lenguas macro-penutí, que incluiría a las lenguas penutíes propiamente dichas, a las lenguas macro-mayas y a las lenguas muskoki, entre otras.
- Macrofamilia hokana, que engloba varias lenguas de California y Norte de México, en la que algunos autores incluyen también lenguas centroamericanas.
- Macro-chibcha, popularizada por Geenberg (1987) y preconizada anteriormente entre otros por Loukotka (1942), Mason (1950), Rivet (1952). Adolfo Constenla (1981, 1991, 1995), propuso la macrofamilia lenmichí, una propuesta diferente de Greenberg, basada en el método que comparativo que incluía como ramas a las lenguas lenca, misumalpa y chibcha.
- Macrofamilia andina popularizada por Greenberg (1987), esta propuesta ha sido ampliamente criticada básicamente por las mismas razones que la hipótesis amerindia. En los andes ciertas zonas de los Andes existen indicios de la existencia de áreas lingüísticas por lo cual las lenguas muestran similitudes superficiales de las que no se deduce un parentesco filogenético genuino.
- Macrofamilia ye-pano-caribe, que englobaría a las Lenguas macro-yê, a las lenguas pano-tacanas y a las lenguas caribe, algunos autores han reformulado este parentesco como ye-tupí-caribe excluyendo al grupo pano pero incluyendo al grupo tupí.
- Macrofamilia ye-tupí-caribe, formulado más recientemente sobre la base de irregularidades compartidas en el sistema verbal.
- Macrofamilia macroarahuacana, que englobaría a las lenguas arawak, las lenguas arauanas y las lenguas guahibanas.
- lenguas macro-siux, que comprendería hipotéticamente a las lenguas iroquesas, las lenguas sioux y las lenguas caddoanas.

### Pidgins
Además de los idiomas históricamente ligados a una comunidad, citados anteriormente, en América también existen variedades lingüísticas pidginizadas o sabires que en ocasiones han llegado a ser ampliamente usadas como lengua franca para la intercomunicación entre varias comunidades, entre estos pueden mencionarse:
1. Aleutiano de Medniy (Aleutiano de la Isla Copper)
2. Chinuk wawa (Jerga chinuk)
3. Jerga haida
4. Jerga kutenai
5. Jerga loucheux
6. Jerga nutca
7. Kallawaya (Machaj-Juyai, Kallawaya, Collahuaya, Pohena)
8. Lengua franca apalache
9. Lengua franca creek
10. Lengua mixta quiché-cachiquel
11. Media lengua (Chaupi-shimi, Quichuañol)
12. Michif (Cree francés, Métis, Metchif, Mitchif, Métchif)
13. Ñeꞌengatú (Língua geral amazônica, Língua boa, Língua brasílica, Língua geral do norte)
14. Ojibwa corrupto (Oghibbeway)
15. Paulista (Língua geral paulista, Tupí austral, Língua geral do sul)
16. Pidgin anglo-inuktitut
17. Pidgin caribe (Pidgin ndjuka-amerindio, Ndjuka-trio)
18. Pidgin del estrecho de Hudson
19. Pidgin delaware (Jerga delaware)
20. Pidgin eskimo (Pidgin de la Isla Herschel)
21. Pidgin franco-inuit (Pidgin inuit de Labrador)
22. Pidgin groenlandés occidental
23. Pidgin inglés nativo americano
24. Pidgin massachusett (Jerga massachusett)
25. Pidgin vasco-algonquino (Micmac-Vasco, Souriquois)
26. Pidgin vasco-montañés
27. Powhatan jergonizado
28. Slavé corrupto (Jerga slavé)
29. Tutelo-Saponi
30. Yamá (Jerga mobiliana, Pidgin chickasaw-choctaw)

## Lenguas por áreas geográficas

### Áreas lingüísticas en América
El estudio tipológico de las lenguas autóctonas de América, ya conducido a establecer que en varias zonas del continente las lenguas ha habido desarrollos convergentes en la historia de las familias de lenguas presentes en esas zonas. Esas zonas se llaman áreas de convergencia lingüística. La evolución convergente en esas áreas se habría debido a contactos prolongados entre hablantes de lenguas de varias familias, especialmente mediante el matrimonio interétnicos. Las regiones donde se ha establecido con razonable certeza la emergencia de áreas lingüísticas son:
- Área lingüística mesoamericana
- Área lingüística amazónica
- Área lingüística andina

### Lenguas indígenas por país
- Lenguas indígenas de Argentina
- Lenguas indígenas de Bolivia
- Lenguas indígenas de Brasil
- Lenguas indígenas de Canadá
- Lenguas indígenas de Chile
- Lenguas indígenas de Colombia
- Lenguas indígenas de Ecuador
- Lenguas indígenas de Guatemala
- Lenguas indígenas de Honduras
- Lenguas indígenas de México
- Lenguas indígenas de Paraguay
- Lenguas indígenas de Perú
- Lenguas indígenas de Venezuela

### Sistemas de transcripción regionales
Una dificultad con los nombres de las lenguas indígenas son los nombres, al tratarse de lenguas con pocos hablantes frecuentemente no existe un único nombre estandarizado para los nombres de las lenguas (glotónimos). La situación se complica porque frecuentemente los nombres varían según el origen de los lingüistas que han descrito las lenguas o la ubicación de las lenguas. La siguiente tabla de las correspondencias alternativas entre los sistemas transcripción más frecuentes:
| AFI | Kaufman (1990) | Americanistas | Español        | Portugués | Indigenistas brasileños | Inglés |
| --- | -------------- | ------------- | -------------- | --------- | ----------------------- | ------ |
| /ʦ/ |                | c             | tz, ts         |           |                         | ts     |
| /ʧ/ | ch             | č             | ch             | tx        | tx                      | ch     |
| /ʃ/ | sh             | š             | x, sh          | x, ch     | x                       | sh     |
| /ʒ/ |                | j             | y              | j         | j                       | zh     |
| /j/ | y              | y             | y, i           | i         | y                       | y      |
| /b/ | b              | b             | b, v           | b         | b                       | b      |
| /v/ | v              | v             | b, v           | v         | v                       | v      |
| /h/ | h              | h             | j, h           | rr, h     | h                       | h, kh  |
| /s/ | s              | s             | s, z, c        | s, ss, ç  | s                       | s      |
| /w/ | w              | w             | gu/gü-, hu/uh- | u         | w                       | w      |
| /ʎ/ | ly             | ly            | ll             | lh        | lh                      | ly     |
| /ɲ/ | ny             | ny            | ñ              | nh        | nh                      | ny     |
| /k/ | k              | k             | c, qu          | c, qu     | k                       | k      |
| /g/ | g              | g             | g, gu          | g, gu     | g                       | g      |
| /ʔ/ | '              | ', 7          | Ø, ', -h       | Ø, '      |                         | Ø      |
| /ɨ/ | u              |               | ɨ, y, ü, i     |           | ü                       | ü      |
| /ə/ |                |               | e, ö           |           | ö                       | ö      |